# 王遂 (唐朝)
王遂（？—819年），雍州咸阳（今陕西咸阳）人，唐朝政治人物。

## 生平
元和年间，王遂因通晓钱谷，长于兴利，以善理财自邓州刺史入为太府卿。由柳州刺史迁为淄青行营诸军粮料使。召充淄青四面行营供军使，年贡羡余百万石，唐宪宗在元和十四年（819年），即拜沂州刺史，兖、海、沂、密四州观察使。用刑严酷，无远识，所制杖笞皆逾格。对下粗暴，斥将卒为“反虏”，盛夏役士卒修建府舍，督责峻急，将卒不忿。后为牙将王弁所杀。

## 家族
出自琅琊王氏。五世祖王方庆。

## 延伸阅读
[在维基数据编辑]
 《舊唐書/卷162》，出自刘昫《舊唐書》